# Schwarzschwanz-Breitfußbeutelmaus
Die Schwarzschwanz-Breitfußbeutelmaus (Antechinus arktos) ist eine Beuteltierart aus der Gattung der Breitfuß-Beutelmäuse. Sie galt lange als Lokalform von Antechinus mimetes, unterscheidet sich von dieser Art aber durch die Fellfarbe und den größeren Schädel. Erst im Februar 2014 wurde Antechinus arktos als eigenständige Art beschrieben.
Die Schwarzschwanz-Breitfußbeutelmaus kommt nur im äußersten Südosten von Queensland und im Nordosten von New South Wales im Gebiet des Tweed Vulkans vor. Dort lebt sie in höheren Gebieten mit hoher Niederschlagsmenge. Typlokalität ist der Springbrook-Nationalpark südlich von Brisbane.

## Merkmale
Die Farbe der Schwarzschwanz-Breitfußbeutelmaus wechselt deutlich von graubraunen Kopf zum orangebraunen Hinterteil. Auf der Oberseite des Hinterfuß ist das Fell dunkel braungrau bis schwarz und der Schwanz ist von dichtem, kurzem und gleichmäßig schwarzem Fell bedeckt. Auf dem Ober- und Unterlid, auf der Wange und vor dem Ohr ist das Fell orange-braun.
Antechinus mimetes ist stattdessen vom Kopf bis zum Hinterteil einheitlich dunkelbraun-schwarz bis grau-braun, mit umbrabraunen Haaren auf der Oberseite des Hinterfußes und des Schwanzes. Der Schädel der Schwarzschwanz-Breitfußbeutelmaus unterscheidet sich und ist deutlich größer als die Schädel von A. mimetes und A. swainsonii (Tasmanien). Genetisch unterscheiden sich Antechinus arktos und A. mimetes deutlich (10 % bei der mitochondrialen DNA).
Da die Schwarzschwanz-Breitfußbeutelmaus eher in höheren Regionen vorkommt und mit dem langen Deckhaar an kühleres Klima angepasst ist, ist die Art möglicherweise durch die globale Erwärmung gefährdet. Durch die Besonderheiten der Paarung ist A. arktos neben A. argentus akut vom Aussterben bedroht (Stand: Mai 2018).